# 10424 Ґайяр
10424 Ґайяр (10424 Gaillard) — астероїд головного поясу, відкритий 20 січня 1999 року.
Тіссеранів параметр щодо Юпітера — 3,550.